# Distretto di Bajo Biavo
Il distretto di Bajo Biavo è uno dei sei distretti della provincia di Bellavista, in Perù. Si trova nella regione di San Martín e si estende su una superficie di 975,43 chilometri quadrati.

Istituito il 31 gennaio 1944, ha per capitale la città di Nuevo Lima; al censimento 2005 contava 8.594 abitanti.